# Spilosoma melanimon
Spilosoma melanimon är en fjärilsart som beskrevs av Paul Mabille 1880. Spilosoma melanimon ingår i släktet Spilosoma och familjen björnspinnare. Inga underarter finns listade i Catalogue of Life.